# XI. všesokolský slet

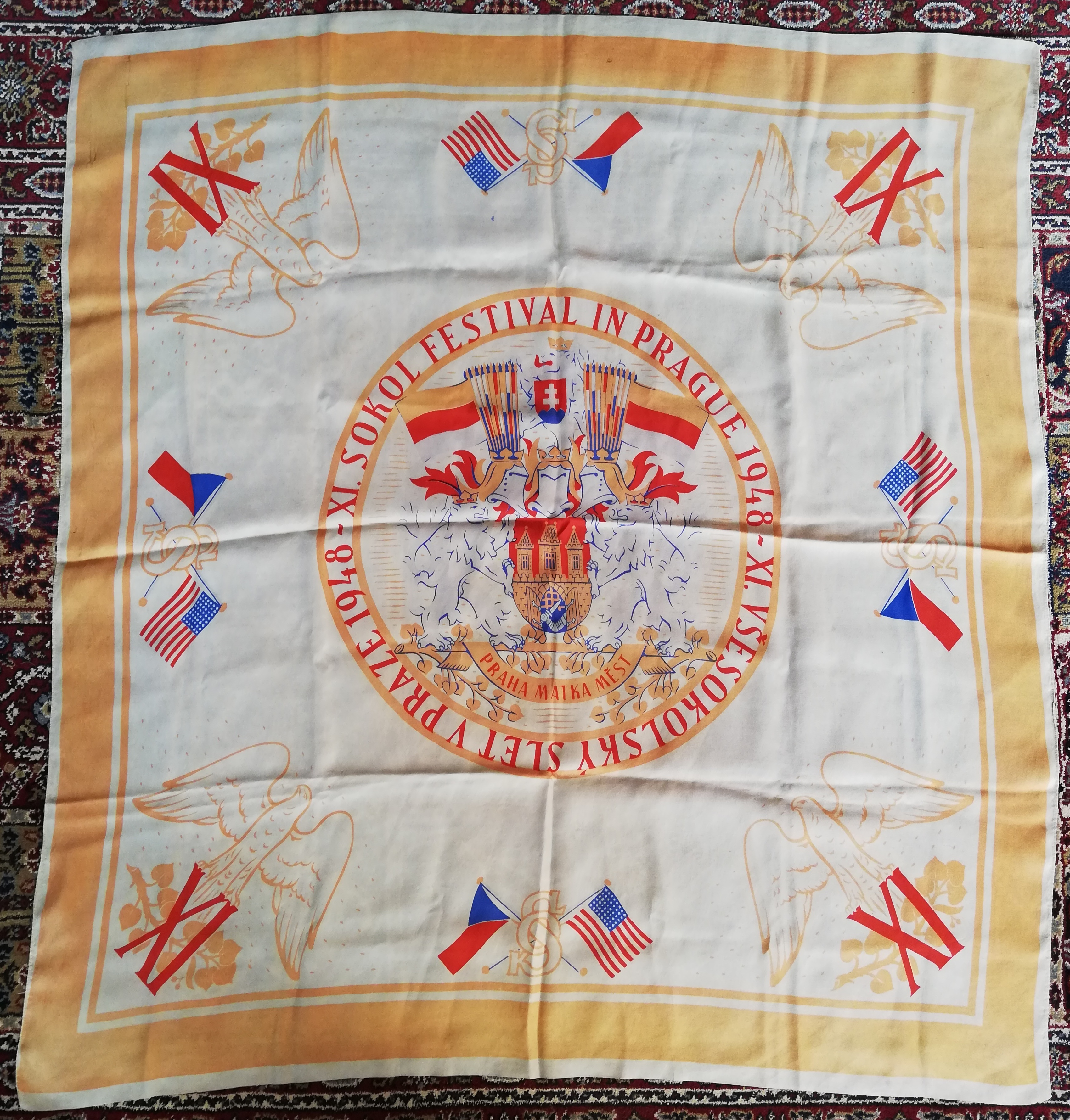
Hedvábný šátek zdobený motivy XI. sletu

XI. všesokolský slet se konal v Praze od 19. do 27. června 1948. Jednalo se o první všesokolský slet konaný po konci druhé světové války a po poválečné obnově Sokola. Proběhl deset let po předchozím X. sletu, který se uskutečnil v roce 1938. Zároveň šlo o poslední slet organizovaný samostatnou sokolskou organizací před rokem 1989, neboť komunistický režim po Únoru 1948 přistoupil k násilnému sjednocení domácí tělovýchovy a všesokolské slety byly od roku 1955 nahrazeny Spartakiádami. Během sletu, jehož hlavní cvičení se konala na Strahovském stadionu, se na ploše vystřídalo na 118 000 sokolů, které každý den v hledišti sledovalo až 200 000 diváků, mezi kterými nechyběl ani nový československý prezident Klement Gottwald. Ve sletovém průvodu Prahou pochodovalo přes 85 000 účastníků sletu. Celkem 76 605 sokolů (z toho 34 717 mužů, 40 772 žen, 933 jezdců na koních a 183 cyklistů), 3 293 členů Dělnických tělocvičných jednot a Revolučního odborového hnutí a dále 4 000 jugoslávských, 910 polských, 500 sovětských, 272 lužickosrbských, 140 italských, 95 francouzských, 70 bulharských, 25 belgických a 22 finských hostů.
XI. slet se zapsal do historie především vystoupením části nespokojených sokolů, kteří protestovali proti únorovému komunistickému převratu a poměrům panujícím ve vedení Československé obce sokolské. Při průvodu Prahou sokolové provolávali slávu odstoupivšímu prezidentu Benešovi, avšak mlčeli a odvraceli pohledy při průchodu okolo hlavní tribuny na Staroměstském náměstí, kde byl spolu se starostou spolku Josefem Truhlářem přítomen také prezident Gottwald. Toto manifestační vystoupení posloužilo komunistům jako záminka k silným represím namířeným po ukončení sletu do sokolských řad. Ještě během sletu bylo v Praze zatčeno na 200 sokolů a akční výbory pak v průběhu podzimních personálních čistek vyloučily ze spolku na 11 000 nepohodlných členů.

## Přípravy sletu
Po skončení války se v osvobozeném Československu začala již v květnu 1945 obnovovat činnost sokolských jednot. Ještě na schůzi výboru ČOS konané v polovině prosince 1945 bylo rozhodnuto, že pokud nedojde k sjednocení tělovýchovy do konce roku, zahájí v roce 1946 Sokol svou činnost a v roce 1948 uspořádá XI. všesokolský slet. Když v prvním poválečném roce nakonec selhala snaha Ústředního národního tělovýchovného výboru o organické sloučení všech tělovýchovných spolků, došlo od 1. ledna 1946 k znovuobnovení samostatné činnosti Československé obce sokolské. Snahy o vytvoření zastřešující organizace vedly 16. listopadu téhož roku k založení Československého tělovýchovného svazu, jehož předsedou se stal starosta Sokola Antonín Hřebík. Došlo tak k federativnímu sloučení domácích tělovýchovných spolků pod hlavičkou ČSTS, přičemž jednotlivé organizace si uchovaly samostatnost. Sokolské vedení tak mohlo zahájit organizaci všesokolského sletu, který se naposledy konal v roce 1938.
Oficiálně přípravy na slet odstartovalo ohňové poselství 27. října 1946, kdy byl sletový oheň z nádvoří Tyršova domu štafetou přenesen na Strahovský stadion, kde byla na znamení připravovaného sletu zapálena velká vatra. Další běžci pak v 11 štafetách roznesli ohňové poselství o zahájení sletových příprav do žup a jednot. Cílem běžců bylo 11 měst (Aš, Hřensko, Opava, Český Těšín, Horní Dvořiště, Žacléř, Šatov, Bělá nad Radbuzou, Sobrance, Svidník a Vídeň), přičemž se zapojilo 46 029 běžců nesoucích pochodně. O rok později při příležitosti konání VIII. valného sjezdu se pak do Tyršova domu v Praze po stejných trasách seběhly štafety s pozdravy z jednotlivých žup a jednot. Obnovený Sokol měl do konce roku 1947 3 400 jednot a přes milion členů. Obrovský zájem o účast na sletu znamenal, že náčelnictvo ČOS musela vydat pokyny k výběru cvičenců, kteří se mohli sletu zúčastnit na základě zkoušek a vyřazovacích závodů.

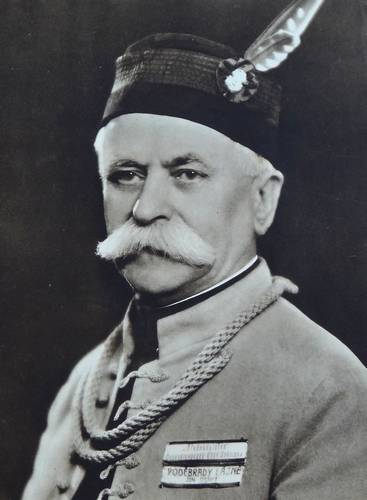
Josef Truhlář, který byl po komunistickém převratu 15. května ustanoven starostou ČOS

V lednu 1948 zakončil tehdejší předseda vlády K. Gottwald svůj novoroční projev sokolským heslem „Kupředu, zpátky ni krok!“ (spolková hesla zavedl Miroslav Tyrš). Následná komunistická výzva Kupředu, zpátky ni krok!, která byla poprvé publikována dne 25. února 1948 včetně jmen prvních signatářů, vybízela k zakládání akčních výborů na pracovištích.
V únoru 1948, kdy se ve Vysokých Tatrách a v Rokytnici nad Jizerou konaly Zimní sletové hry členstva a dorostu, došlo v Praze ke komunistickému převzetí moci. Nevolené akční výbory zakládané v jednotách na popud Františka Bláhy stojícího v čele akčního výboru Československé obce sokolské začaly v Sokole provádět personální čistky. Starosta Antonín Hřebík a náčelník Miroslav Kavalír byli záhy nahrazeni Josefem Truhlářem a Evženem Penningerem. Z nařízení Alexeje Čepičky byla při Národní frontě zřízena sokolská komise dohlížející na přípravy sletu, které pokračovaly navzdory utužujícím se poměrům v republice. Po komunistickém puči a násilném sjednocení domácí tělovýchovy pod hlavičkou Sokola bylo v zájmu KSČ ukázat na blížícím se XI. sletu, že má situaci v ČSR pevně pod kontrolou. Slet měl z pohledu komunistů za úkol potvrdit domácí veřejnosti loajalitu sokolstva k novému režimu. Krátce před zahájením sletu, dne 2. června 1948, abdikoval prezident Beneš a jeho nástupcem se dne 14. června 1948 stal Klement Gottwald.

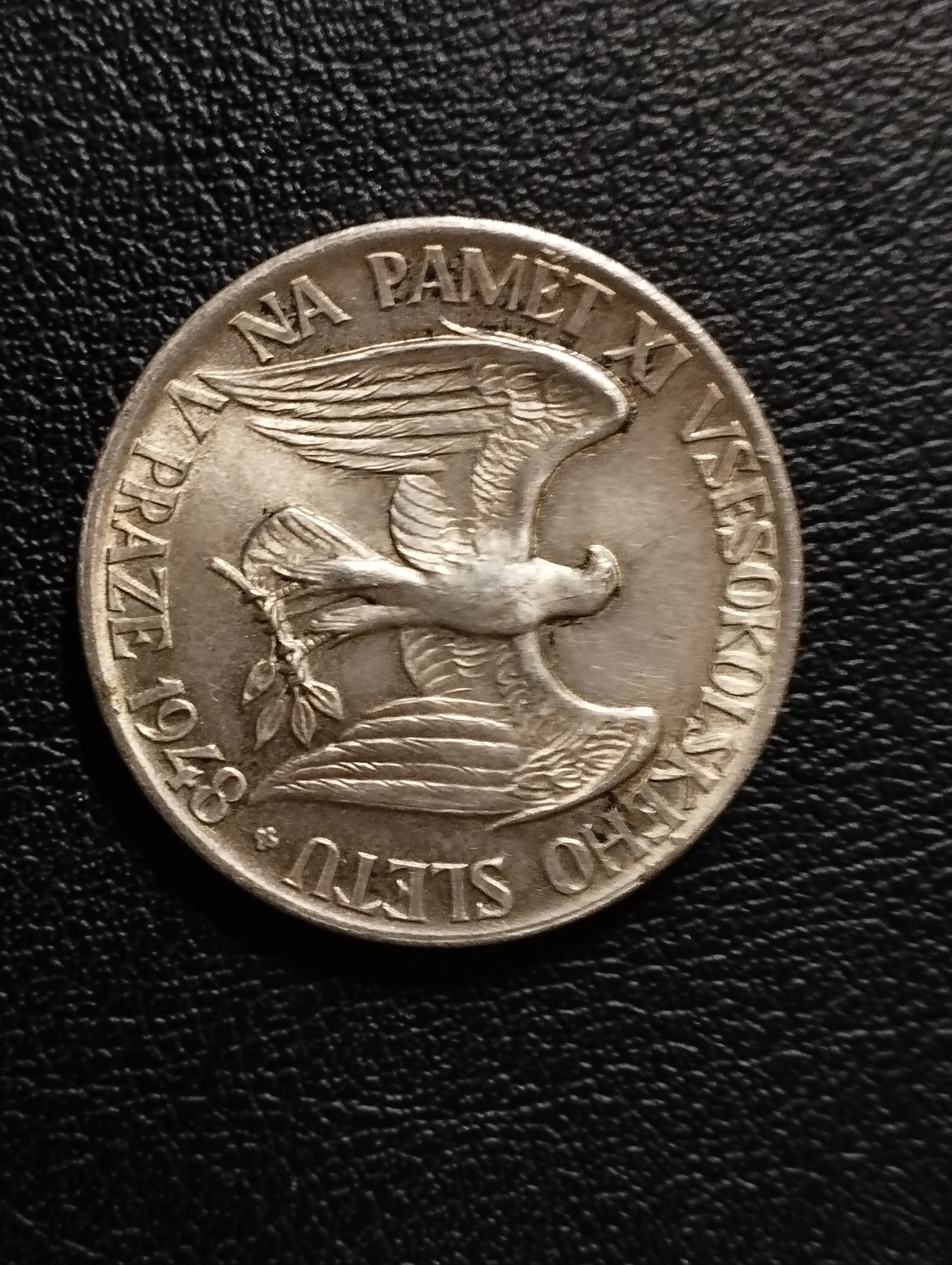
Pamětní mince, rub

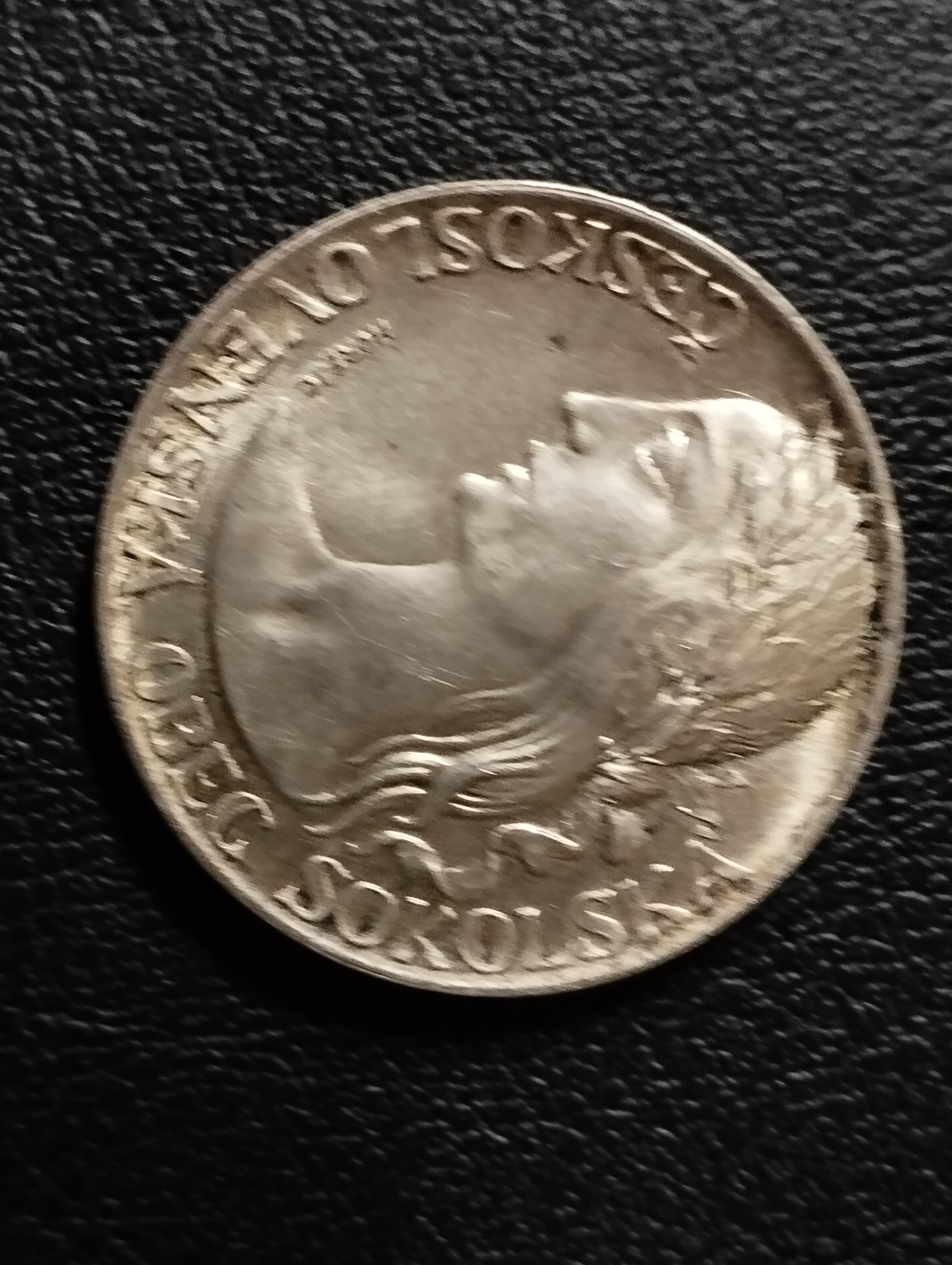
Pamětní mince, líc

## Průběh
Všesokolský slet v Praze zahájilo 5. června konání sletové divadelní soutěže. Na Strahovském stadionu se pak od 18. do 20. června konala vystoupení žactva. Skladbu Naše hračky od Jany Berdychové zacvičilo na hudbu Jana Seeháka a verše Jana Hostáně 3 300 dětí od 6 do 8 let. Následovala prostná 16 000 starších žáků při skladbě E. Najmana a žákyň cvičících na skladbu Zdeny Teplé. Program se uskutečnil i před zrakem nového prezidenta Klementa Gottwalda. Kvůli obavám organizátorů, aby se neopakovaly spontánní výkřiky žákyň, které na Strahově provolávaly slávu Edvardu Benešovi, byl však následný průvod žáků zrušen s odvoláním na deštivé počasí, které slet od počátku provázelo.
Dorostencům začaly sletové dny v Praze 26. června, kdy se v Tyršově domě uskutečnil obecný závod, konaly se atletické soutěže, vodácké závody, soutěže v pochodovém zpěvu, recitaci a další turnaje. Hlavní program dorostenců se na Strahově uskutečnil 27. a 28. června. Chlapci opět při Seehákově hudbě zacvičili prostná na skladbu Branná průprava od Jaroslava Brejška. Dorostenkyně v modrých úborech s bílými umělohmotnými kroužky předvedly skladbu Boženy a Karla Matějovcových. Celkem v Praze během sletu vystoupilo 85 000 dorostenců a dorostenkyň. I slet a průvod dorostu poznamenalo deštivé a chladné počasí. Průvodu Prahou se v neděli 27. června přesto účastnilo 70 063 dorostenců a dorostenek.

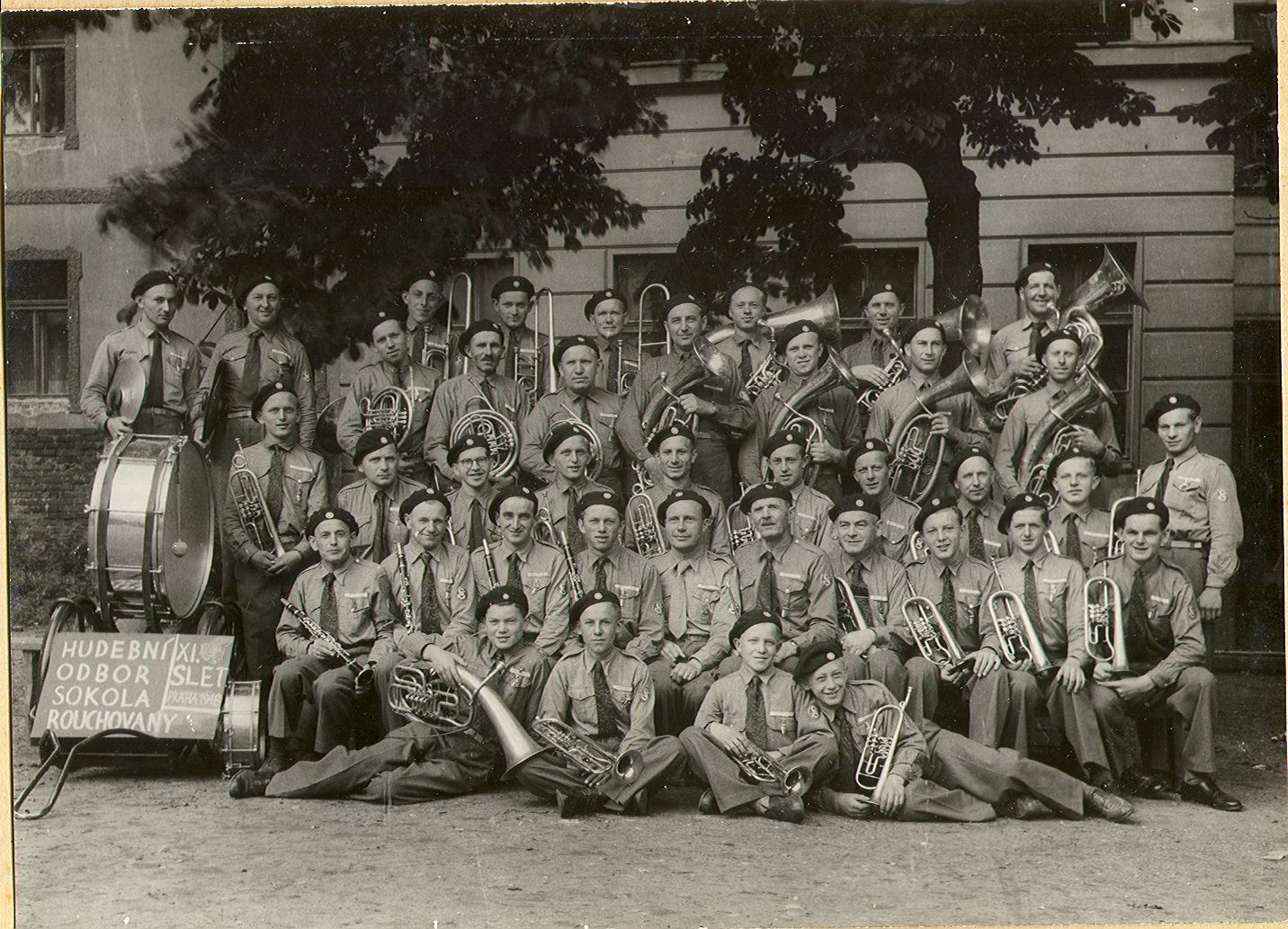
Kapela Sokola Rouchovany během sletu

Slet pro dospělé členy začal 30. června, přičemž na Strahově vystoupili muži a ženy 3. až 6. července. Kromě toho byly součástí sletu závody v lehké a těžké atletice, kanoistice, šermu, střelbě lukem, v plavání, skocích do vody, v tenisu a dalších hrách. Na stadion nastupovali muži při Sukově pochodu V nový život, načež zacvičili prostná na skladbu Věrni zůstaneme! od Františka Meduny, kterou byl vzdán hold sokolům padlým během války. Následovala prostná žen na skladbu Harmonie pohybu od manželů Matějovcových, vystoupení starších mužů s dlouhými tyčemi a žen s kužely a švihadly. Vystoupili též jugoslávští a sovětští cvičenci, slovinští a polští sokolové, Lužičtí Srbové, skupiny ROH, cvičenci SDTJ a další hosté. Cvičení vyvrcholila během reje, kdy na cvičišti vystoupilo 32 000 cvičenek. Skladby se během dní v různém složení vystupujících opakovaly tak, že se na Strahově vystřídalo celkem 64 000 vystupujících žen a 54 000 mužů. Vystoupení na stadionu denně sledovalo přes 200 000 diváků. Průvod členstva Prahou byl zahájen 6. července v 8:00 ráno od seřadiště na Sokolské ulici. Průvod prošel okolo Národního muzea, přes Václavské náměstí, Národní třídu, Křižovnické náměstí a Pařížskou na Staroměstské náměstí, kde stála čestná tribuna s představiteli vlády a prezidentem Gottwaldem. Průvodu se zúčastnilo 85 000 účastníků sletu a řada z nich projevovala během pochodu nesouhlas s komunistickým režimem a vzdávala čest odstupivšímu prezidentu Benešovi. Pořádek a hladký průběh sokolského průvodu nedokázalo zajistit ani 4000 příslušníků SNB a další tisíce příslušníků Lidových milic rozmístěných v ulicích Prahy.
Na závěr XI. všesokolského sletu proběhly na Strahově 7. července sletové dožínky, kde účinkovalo 40 národopisných souborů. Na jejich přípravě se podíleli také Jaroslav Seifert, Otakar Jeremiáš, Miroslav Ponc nebo Karel Svolinský. O den později se pak na Strahově uskutečnil ještě Den armády, kdy byly divákům armádními složkami představeny ukázky vojenské tělovýchovy a boje se zapojením moderní techniky.

## Dohra a zánik Sokola
Spontánní provolávání slávy Edvardu Benešovi a odpor proti komunistickému režimu se nejvýrazněji projevily během průvodu členstva. V ulicích zaznívala hesla jako Nedáme si diktovat, koho budem milovat a při průchodu okolo čestné tribuny na Staroměstském náměstí odvraceli sokolové pohledy a odmítali vzdát poctu prezidentu Gottwaldovi a představitelům vlády. Na dvě stovky sokolů byly zatčeny ještě během pochodu Prahou a další vlna represí proti spolku a režimu nepohodlným členům následovala záhy po skončení všesokolského sletu. Komunisté označili slet za nezdařilou protistátní manifestaci, načež vládní činitelé, tisk i rozhlas zahájili protisokolskou kampaň požadující provést v Sokole jako neloajální organizaci tvrdé personální čistky. Náčelnice Marie Provazníková, která se v srpnu jako vedoucí družstva československých gymnastek zúčastnila olympiády v Londýně, se 18. srpna nevrátila s úspěšnou výpravou do Prahy, načež byla označena za zrádkyni a odvolána z vedení spolku. Protesty členů a některých žup proti krokům nového vedení a dehonestující kampani se staly záminkou pro další zatýkání. Na základě paragrafu na ochranu republiky byl zatčen například starosta župy Moravskoslezské Antonín Záviš či starosta Středomoravské župy Rudolf Lukaštík. Během personálních čistek bylo ze Sokola vyloučeno 11 446 členů a 1 588 činovníků bylo zbaveno svých funkcí. Mnoho z nich bylo navíc zatčeno či režimem dále perzekvováno.
Přestože byly zakládány nové školní a závodní jednoty, počet členů kvůli tisícům vyloučených a odchodům mnoha nespokojených začal po XI. sletu prudce klesat. V roce 1952 čítal Sokol v Čechách a na Moravě již pouze 857 000 členů. Komunistická strana však nadále nebyla s výsledky „očištěného“ Sokola spokojena a na konci roku 1952 bylo proto rozhodnuto, že sport a tělovýchova budou přímo řízeny státem, což ustanovil zákon č. 71 Sb. vyhlášený 12. prosince. Označení Dobrovolná sportovní organizace Sokol (DSO) bylo ponecháno pouze pro organizace tělovýchovy a sportu na vesnicích a menších městech. Počátkem roku 1957 pak byl ustanoven centrálně řízený Československý svaz tělesné výchovy, který byl pověřen organizací
veškeré domácí tělovýchovy a sportu. Poúnorový vývoj a následný zánik samostatného Sokola umocnily význam i odkaz XI. všesokolského sletu, který se stal největší veřejnou manifestací proti vládnoucímu režimu během existence komunistické diktatury v Československu.